# Linognathus gorgonus
Linognathus gorgonus är en insektsart som beskrevs av Bedford 1929. Linognathus gorgonus ingår i släktet Linognathus och familjen nötlöss. Inga underarter finns listade i Catalogue of Life.